# Wooldrik
Het Wooldrik is een wijk in Enschede. Het Wooldrikspark ligt er midden in. De wijk het Wooldrik is een wijk voor de middenklasse, gedeeltelijk gebouwd op het voormalige landgoed het Wooldrik. De fabrikant die het Wooldrik in de jaren ’50 aan de gemeente schonk om het om te vormen tot stadspark stelde als voorwaarde dat op het stuk grond grenzend aan het park een wijk voor de middenklasse gebouwd zou worden, wat ook gebeurde.
Het Wooldrik is een groene wijk met vrijstaande huizen, alleen langs de Wooldrikshoekweg en in het oosten van de wijk staan oudere vooroorlogse arbeiderswoningen.
De laatste jaren is tegen de zuidrand van de wijk een aantal villa’s gebouwd. Deze toevoegingen zijn architectonisch weinig belangwekkend en hebben ook op de landschappelijke waarde van de Binnenes die als groene long fungeert, geen louterende invloed gehad. De Binnenes is de laatst overgebleven onbebouwde es van het omvangrijke complex akkerbouwlanden dat vroeger ten oosten van Enschede lag.
In Enschede zijn diverse links naar het Wooldrik te vinden. Behalve familienamen als Wooldrik en Lutje Wooldrik is er ook een Wooldriksweg, Wooldrikshoekweg, Apotheek Wooldrik, hotel Wooldrik, Kinder Fysio Team Wooldrik, (eet)café Wooldrik, Tennis-Inn Wooldrik en de openbare basisschool Wooldrik. Ook ligt aan de Lorentzlaan de kinderboerderij Erve ‘t Wooldrik.